# 恩扎河

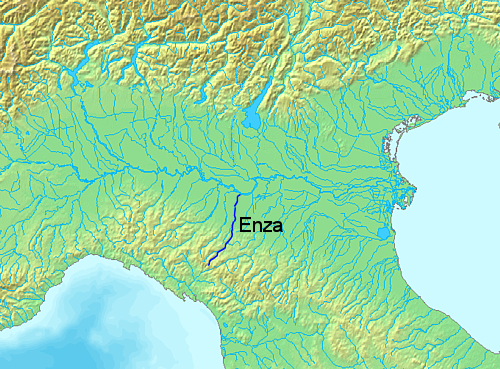

恩扎河是意大利的河流，位於該國北部，河道全長93公里，流域面積2,899平方公里，平均流量每秒12.1立方米，發源自亞平寧山脈，最終在布雷謝洛注入波河。
44°54′N 10°31′E / 44.900°N 10.517°E